# Anomalon yoshiyasui
Anomalon yoshiyasui là một loài tò vò trong họ Ichneumonidae.